# Janne Lahtela
Janne Petteri Lahtela (Kemijärvi, 28 februari 1974) is een Finse voormalige freestyleskiër. Hij vertegenwoordigde zijn vaderland op de Olympische Winterspelen van 1992, 1994, 1998, 2002 en 2006. Hij is een neef van voormalig freestyleskiër Sami Mustonen.

## Carrière
Lahtela maakte zijn wereldbekerdebuut in december 1990 in Tignes. Op 2 december 1991 scoorde hij, in datzelfde Tignes, zijn eerste wereldbekerpunten. Tien dagen later behaalde de Fin in Zermatt zijn eerste toptienklassering in een wereldbekerwedstrijd. Tijdens de Olympische Winterspelen van 1992 in Albertville eindigde Lahtela als achttiende op het onderdeel moguls. Op de wereldkampioenschappen freestyleskiën 1993 in Altenmarkt im Pongau eindigde hij als elfde op het onderdeel moguls. Tijdens de Olympische Winterspelen van 1994 in Lillehammer eindigde de Fin als negende op het onderdeel moguls.
In Nagano nam Lahtela deel aan de wereldkampioenschappen freestyleskiën 1997. Op dit toernooi eindigde hij als 22e op het onderdeel moguls. Tijdens de Olympische Winterspelen van 1998 veroverde hij de zilveren medaille op het onderdeel moguls, achter de Amerikaan Jonny Moseley en voor zijn neef Sami Mustonen. In maart 1998 stond de Fin in Hundfjället voor de eerste maal in zijn carrière op het podium van een wereldbekerwedstrijd.
Op 30 januari 1999 boekte Lahtela in Whistler zijn eerste wereldbekerzege. Aan het eind van het seizoen 1998/1999 legde hij beslag op de eindzege in de wereldbeker moguls. Op de wereldkampioenschappen freestyleskiën 1999 in Meiringen werd de Fin wereldkampioen op het onderdeel moguls, op het onderdeel moguls sleepte hij de bronzen medaille in de wacht. In het seizoen 1999/2000 greep Lahtela naast de eindzege in de wereldbeker moguls ook de eindzege in het algemene wereldbekerklassement. In Whistler nam hij deel aan de wereldkampioenschappen freestyleskiën 2001. Op dit toernooi eindigde hij als vijfde op het onderdeel dual moguls en als vijftiende op het onderdeel moguls. Tijdens de Olympische Winterspelen van 2002 in Salt Lake City veroverde de Fin de gouden medaille op het onderdeel moguls.
Op de wereldkampioenschappen freestyleskiën 2003 in Deer Valley eindigde Lahtela als vierde op het onderdeel dual moguls en als negende op het onderdeel moguls. In het seizoen 2003/2004 pakte hij voor de derde maal in zijn carrière de eindzege in de wereldbeker moguls. In Ruka nam de Fin deel aan de wereldkampioenschappen freestyleskiën 2005. Op dit toernooi eindigde hij als achtste op het onderdeel moguls. Tijdens de Olympische Winterspelen van 2006 in Turijn eindigde Lahtela als zestiende op het onderdeel moguls. Na afloop van het seizoen 2005/2006 beëindigde hij zijn carrière.

## Resultaten

### Olympische Spelen
| Jaar | Plaats         | Resultaten |
| ---- | -------------- | ---------- |
| 1992 | Albertville    | 18e Moguls |
| 1994 | Lillehammer    | 9e Moguls  |
| 1998 | Nagano         | Moguls     |
| 2002 | Salt Lake City | Moguls     |
| 2006 | Turijn         | 16e Moguls |

### Wereldkampioenschappen
| Jaar | Plaats               | Resultaten                |
| ---- | -------------------- | ------------------------- |
| 1993 | Altenmarkt im Pongau | 11e Moguls                |
| 1997 | Nagano               | 22e Moguls                |
| 1999 | Meiringen            | Dual Moguls · Moguls      |
| 2001 | Whistler             | 5e Dual Moguls 15e Moguls |
| 2003 | Deer Valley          | 4e Dual Moguls 9e Moguls  |
| 2005 | Ruka                 | 8e Moguls                 |

### Wereldbeker
Eindklasseringen
| Seizoen   | Algm  | MO     |
| --------- | ----- | ------ |
| 1991/1992 | 48e   | 15e    |
| 1992/1993 | 59e   | 20e    |
| 1993/1994 | 80e   | 33e    |
| 1994/1995 | 106e  | 42e    |
| 1996/1997 | 72e   | 27e    |
| 1997/1998 | 50e   | 16e    |
| 1998/1999 | Brons | Goud   |
| 1999/2000 | Goud  | Goud   |
| 2000/2001 | 4e    | Zilver |
| 2001/2002 | 10e   | 4e     |
| 2002/2003 | 20e   | 9e     |
| 2003/2004 | 4e    | Goud   |
| 2004/2005 | 29e   | 8e     |
| 2005/2006 | 47e   | 16e    |

Wereldbekerzeges
| Datum            | Plaats                   | Onderdeel   |
| ---------------- | ------------------------ | ----------- |
| 30 januari 1999  | Whistler                 | Moguls      |
| 17 februari 1999 | Inawashiro               | Moguls      |
| 20 februari 1999 | Madarao                  | Moguls      |
| 5 december 1999  | Whistler                 | Dual Moguls |
| 8 januari 2000   | Deer Valley              | Moguls      |
| 15 januari 2000  | Mont Tremblant           | Moguls      |
| 22 januari 2000  | Heavenly Mountain Resort | Moguls      |
| 5 februari 2000  | Inawashiro               | Moguls      |
| 15 maart 2000    | Livigno                  | Moguls      |
| 16 maart 2000    | Livigno                  | Dual Moguls |
| 14 december 2000 | Tignes                   | Moguls      |
| 12 januari 2001  | Mont Tremblant           | Moguls      |
| 3 februari 2001  | Inawashiro               | Moguls      |
| 6 januari 2002   | Oberstdorf               | Moguls      |
| 25 januari 2003  | Fernie                   | Dual Moguls |
| 1 maart 2003     | Voss                     | Moguls      |
| 6 december 2003  | Ruka                     | Moguls      |
| 19 december 2003 | Madonna di Campiglio     | Moguls      |
| 17 januari 2004  | Lake Placid              | Moguls      |
| 31 januari 2004  | Deer Valley              | Moguls      |
| 14 maart 2004    | Sauze d'Oulx             | Moguls      |
| 16 december 2004 | Tignes                   | Moguls      |